# Szymon Żuchowski
Szymon Żuchowski (ur. 20 września 1983 w Pruszkowie, zm. 5 maja 2025) – polski poeta, krytyk muzyczny i tłumacz.

## Życiorys
Studiował lingwistykę stosowaną na Uniwersytecie Warszawskim. Publikował m.in. w „Arteriach”, „Double Dialogues”, „Dwutygodniku”, „Kulturze Liberalnej”, „Liberté!”, „Literaturze na Świecie”, „Muzyce w Mieście”, „Pamiętniku Teatralnym”, „Piśmie”, „Przekroju”, „Ruchu Muzycznym”, „Twórczości”, „Wakacie”, „Wizjach”, „Zeszytach Literackich” oraz internetowej wersji pt. „Palimpsest”.
Tłumaczył utwory takich autorów jak: Juana Adcock, Zygmunt Bauman, Ian Bostridge, Mary Butts, Emily Dickinson, Denis Johnson, Horacio Ferrer, Peter Frankopan, Robert Frost, Mahir Guven, Tom Hodgkinson, Michel Houellebecq, Paul Lendvai, Atticus Lish, Xavier de Maistre, Pablo Neruda, Émile Ollivier, George Orwell, D.A. Powell, David Runciman, Nathalie Sarraute, Edmund White, Walt Whitman.
Był redaktorem prowadzącym anglojęzyczne czasopismo naukowe Polish Libraries. Prowadził rubrykę poetycką „Wierszoptykon” w Kulturze Liberalnej. Wspólnie z Gniewomirem Zajączkowskim autor artykułów o operze współczesnej, również publikowanych w rubryce „Słysząc” na łamach Kultury Liberalnej.
Tłumaczył m.in. z angielskiego, niemieckiego, francuskiego, hiszpańskiego i włoskiego.
Szymon Żuchowski zmarł w wieku 41 lat. Ze względu na okoliczności śmierci za datę zgonu uznano 5 maja 2025. Pogrzeb odbył się 29 maja w gronie najbliższych.

## Nagrody i wyróżnienia
Nominowany do Nagrody Głównej na XVIII Ogólnopolskim Konkursie Poetyckim im. Jacka Bierezina 2012. Laureat II nagrody za przekład z języka hiszpańskiego na X Międzynarodowym Festiwalu Opowiadania w 2014 (I nagrody nie przyznano). Za tom Podział odcinka nominowany do Orfeusza – Nagrody Poetyckiej im. K.I. Gałczyńskiego 2017 (finał nagrody).

## Poezja
- Ars amandi, vita brevis (Zeszyty Literackie, Warszawa 2014)
- Podział odcinka (Zeszyty Literackie, Warszawa 2016)
- Litanie czarnodziurskie (Wydawnictwo WBPiCAK, Poznań 2019)[8]

## Udział w antologiach
- Dezorientacje. Antologia polskiej literatury queer, red. A. Amente, T. Kaliściak, B. Warkocki, wyd. II, 2021
- Wakacje od istnienia? Czternastodniówka literacka, red. T. Bąk, M. Domagalski, M. Kacprzak, 2020
- Strefa wolna. Wiersze przeciwko nienawiści i homofobii, red. Olivia Betcher, Outside the Box, 2019
- Księga przyjaciół. Dla Barbary Toruńczyk, red. J. Juryś, M. Nowak-Rogoziński, M. Zagańczyk, Zeszyty Literackie, 2016

## Wybrane przekłady
- Jodie Chapman, Inne życie, Czarna Owca, 2022
- George Orwell, Folwark zwierzęcy, W.A.B., 2021
- Michel Houellebecq, Niepogodzony. Antologia osobista 1991–2013 (z Maciejem Frońskim), W.A.B., 2021
- Faras. Katedra w piaskach pustyni. 60 lat po odkryciu / The Cathedral in the Desert Sands. 60 Years after the Discovery, red. A. Sulikowska i S. Jakobielski, Muzeum Narodowe w Warszawie, 2021 [na angielski]
- Peter Frankopan, Nowe jedwabne szlaki. Teraźniejszość i przyszłość świata, W.A.B., 2021
- Denis Johnson, Syn Jezusa, Karakter, 2020
- Dacre Stoker, J.D. Barker, Dracul, Czarna Owca, 2020
- Mahir Guven, Starszy brat, Czarna Owca, Warszawa 2019
- Ian Bostridge, Podróż zimowa Schuberta : anatomia obsesji, Polskie Wydawnictwo Muzyczne, Kraków 2019
- David Runciman, Jak kończy się demokracja, Kultura Liberalna, Warszawa 2019
- Zygmunt Bauman, Thomas Leoncini, Płynne pokolenie, Czarna Owca, Warszawa 2018
- Peter Frankopan, Jedwabne szlaki. Nowa historia świata (z Piotrem Tarczyńskim), W.A.B., Warszawa 2018
- Walt Whitman, Życie i przygody Jacka Engle’a, Biuro Literackie, Stronie Śląskie, 2018
- Atticus Lish, Następne życie, Czwarta Strona, Poznań 2018
- Nathalie Sarraute, Tropizmy, Biuro Literackie, Stronie Śląskie 2016
- D.A. Powell, Plamy z musu. How Must Might Stain, Instytut Kultury Miejskiej, Gdańsk 2016
- Xavier de Maistre, Podróż dookoła pokoju, „Literatura na Świecie”, 7-8/2015
- Tom Hodgkinson, Stary wspaniały świat, W.A.B., Warszawa 2015
- Edmund White, Zapominanie Eleny (z Andrzejem Sosnowskim), Biuro Literackie, Wrocław 2013
- Mark Roseman, Wannsee. Willa, jezioro, spotkanie, Wielka Litera, Warszawa 2013
- Rebecca Hunt, Pan Chartwell, W.A.B., Warszawa 2013

## Opinie o twórczości
Piotr Śliwiński w Tygodniku Powszechnym:
„Tomik Szymona Żuchowskiego Ars amandi, vita brevis jest zaskakującą (ostatnio niespotykaną, akademicką, ekskluzywną), ryzykowną (narażoną o posądzenie o snobizm, pretensjonalność, jałowość), lecz w ostateczności ciekawą (bo rzadką) kombinacją formalnej dyscypliny z rozwiązłością wyobraźni”.